# 満願寺 (和光市)
満願寺（まんがんじ）は、埼玉県和光市にある真言宗智山派の寺院。

## 歴史
創建年代は不明である。ただ当寺の過去帳に残る最古の住職の定尊が1592年（天正20年）に寂していること、「寛正七年（1466年）」の鰐口があることから、その頃までには既に存在していたものと推測される。なお当寺公式サイトでは、寺号と同名である奈良時代から平安時代前期の僧「満願」が開山としている。
かつては新倉氷川八幡神社の境内にあったと伝えられる。
1874年（明治7年）、現在の和光市立新倉小学校の前身である「満願寺学校」が置かれていた。

## 交通アクセス
- 路線バス新倉坂下停留所より徒歩1分。